# Futbol a Namíbia
El futbol és l'esport més popular a Namíbia. És dirigit per la Namibia Football Association.
La selecció nacional fou dos cops finalista de la COSAFA Cup i un cop campió l'any 2015. També s'ha classificat dos cops per la Copa d'Àfrica de Nacions els anys 1998 i 2008.

## Competicions

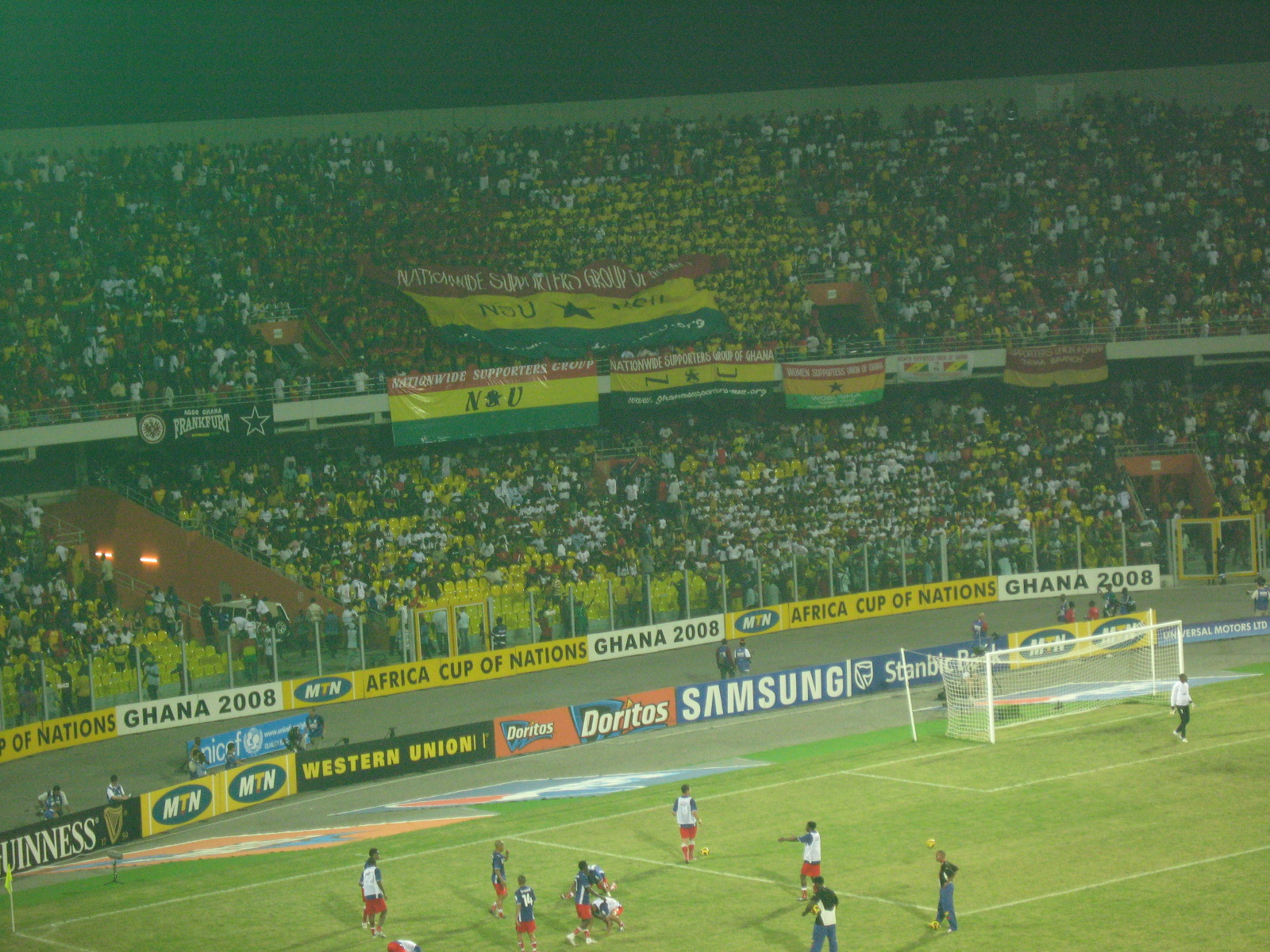
Partit Ghana vs Namíbia l'any 2008.

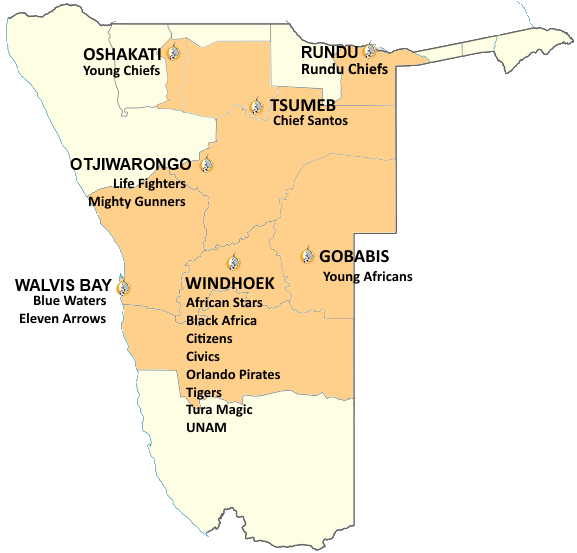
Ubicació dels principals clubs del país (2016-17).

- Lligues:
  - Namibia Premier League
- Copes:
  - Copa namibiana de futbol
  - Supercopa namibiana de futbol

## Principals clubs
Clubs amb més títols nacionals a 2020.
- African Stars Football Club
- Chief Santos Football Club
- Blue Waters Football Club
- Football Club Civics Windhoek
- Orlando Pirates Sport Club
- United Africa Tigers
- Black Africa Football Club
- Eleven Arrows Football Club

## Principals estadis
| # | Estadi                     | Capacitat | Ciutat   |
| - | -------------------------- | --------- | -------- |
| 1 | Estadi de la Independència | 25.000    | Windhoek |
| 2 | Estadi Sam Nujoma          | 10.300    | Windhoek |
| 3 | Estadi Hage Geingob        | 10.000    | Windhoek |

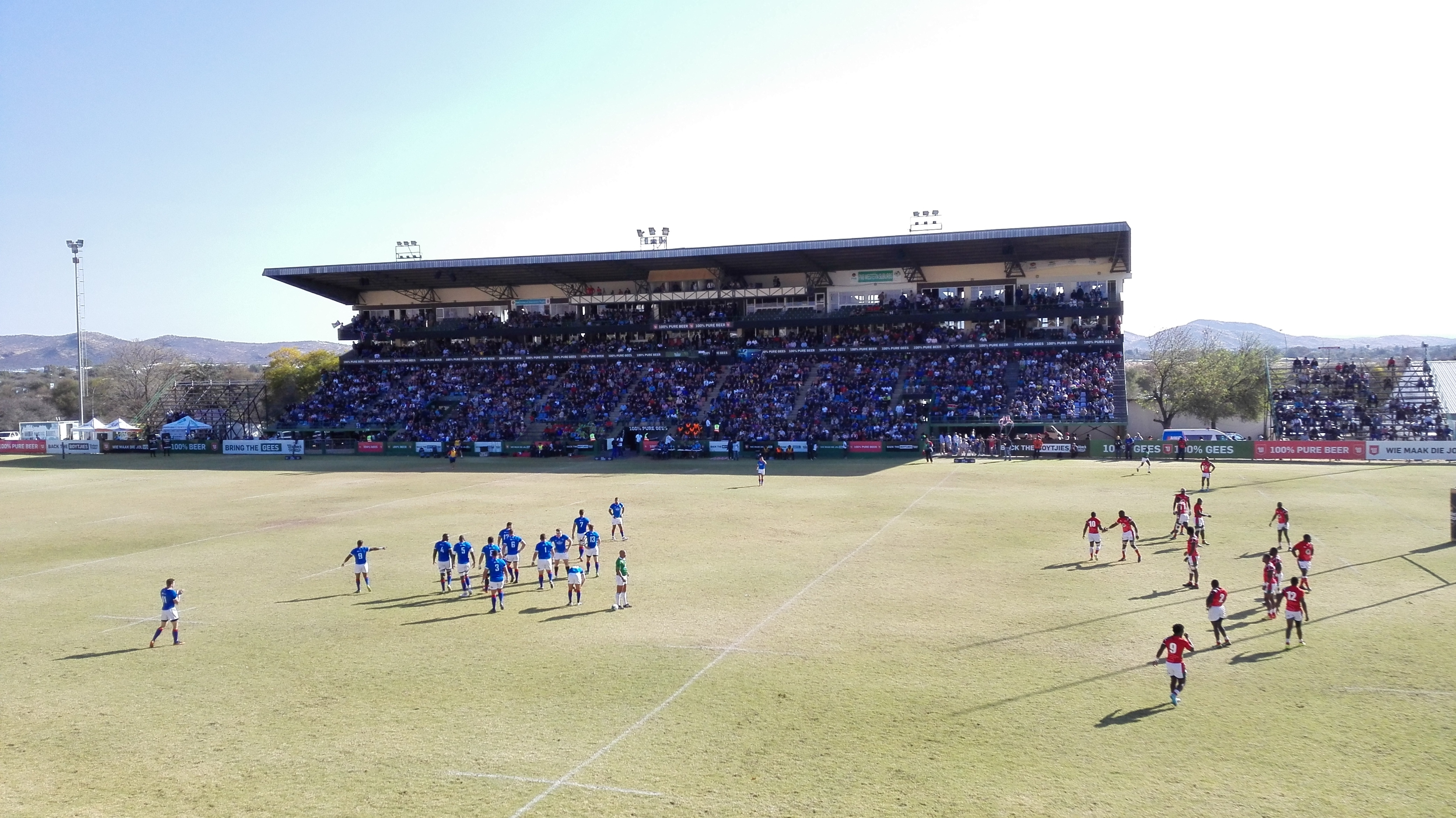
Estadi Hage Geingob.
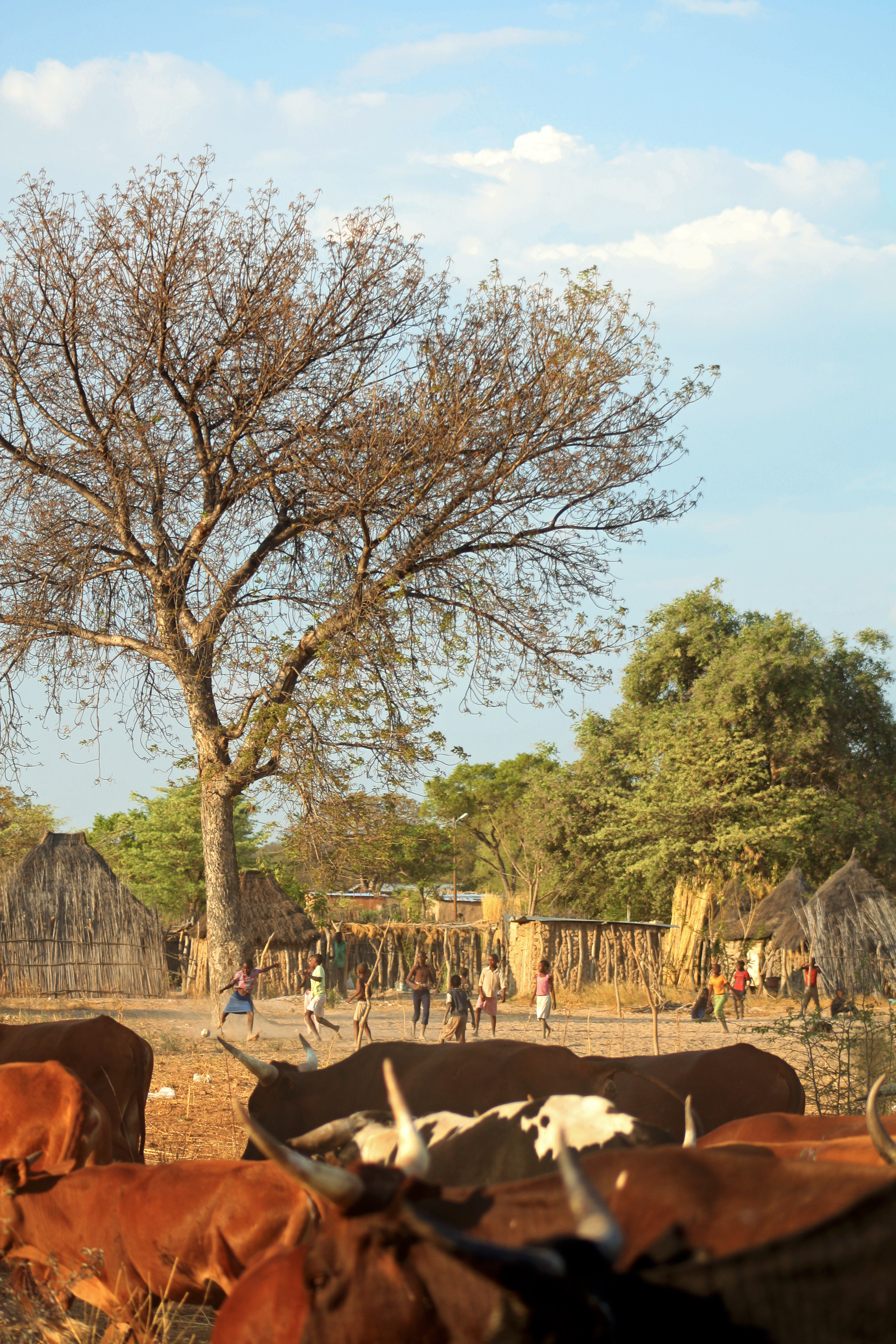
Partit de futbol en un poble.
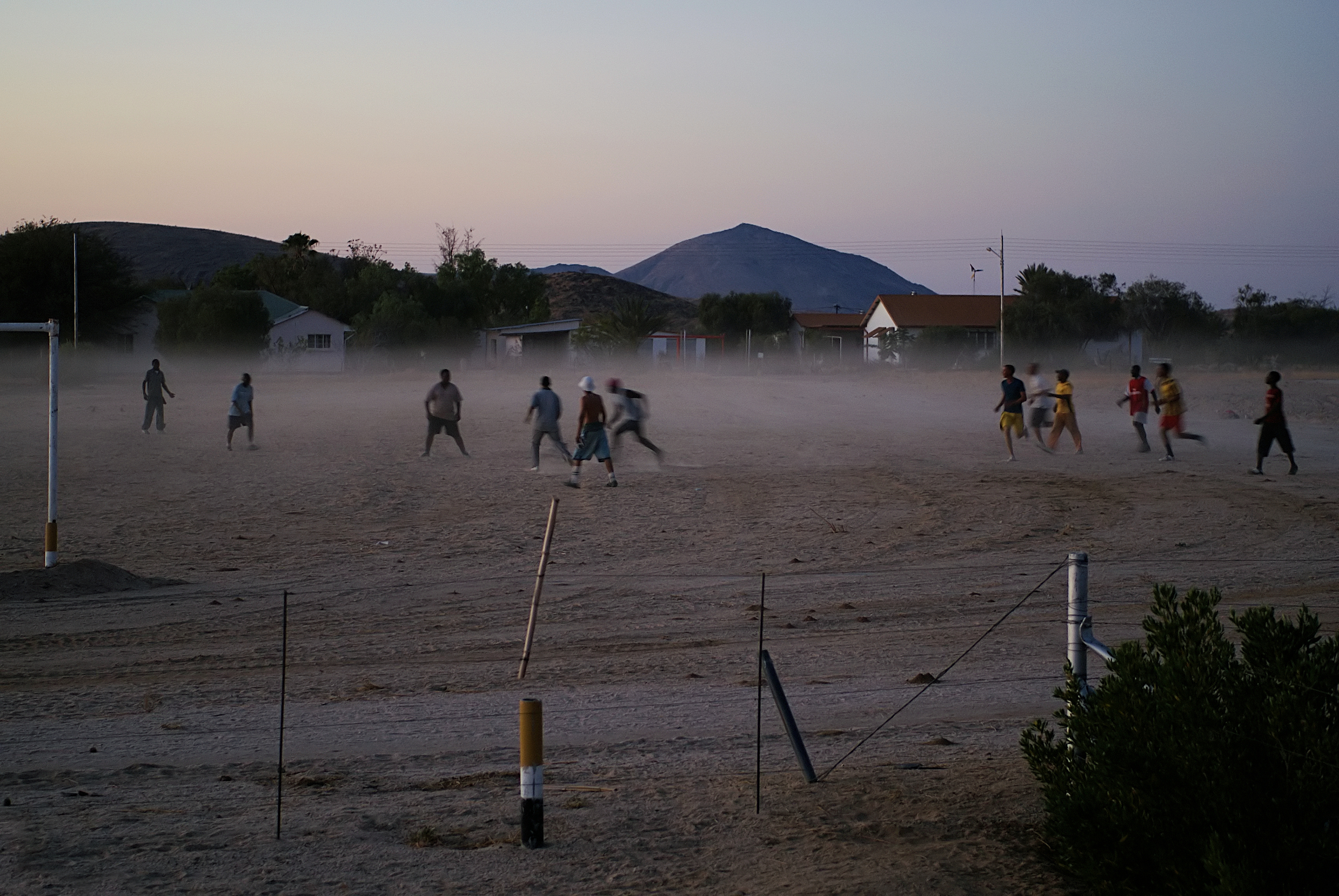
Partit de futbol al vespre.
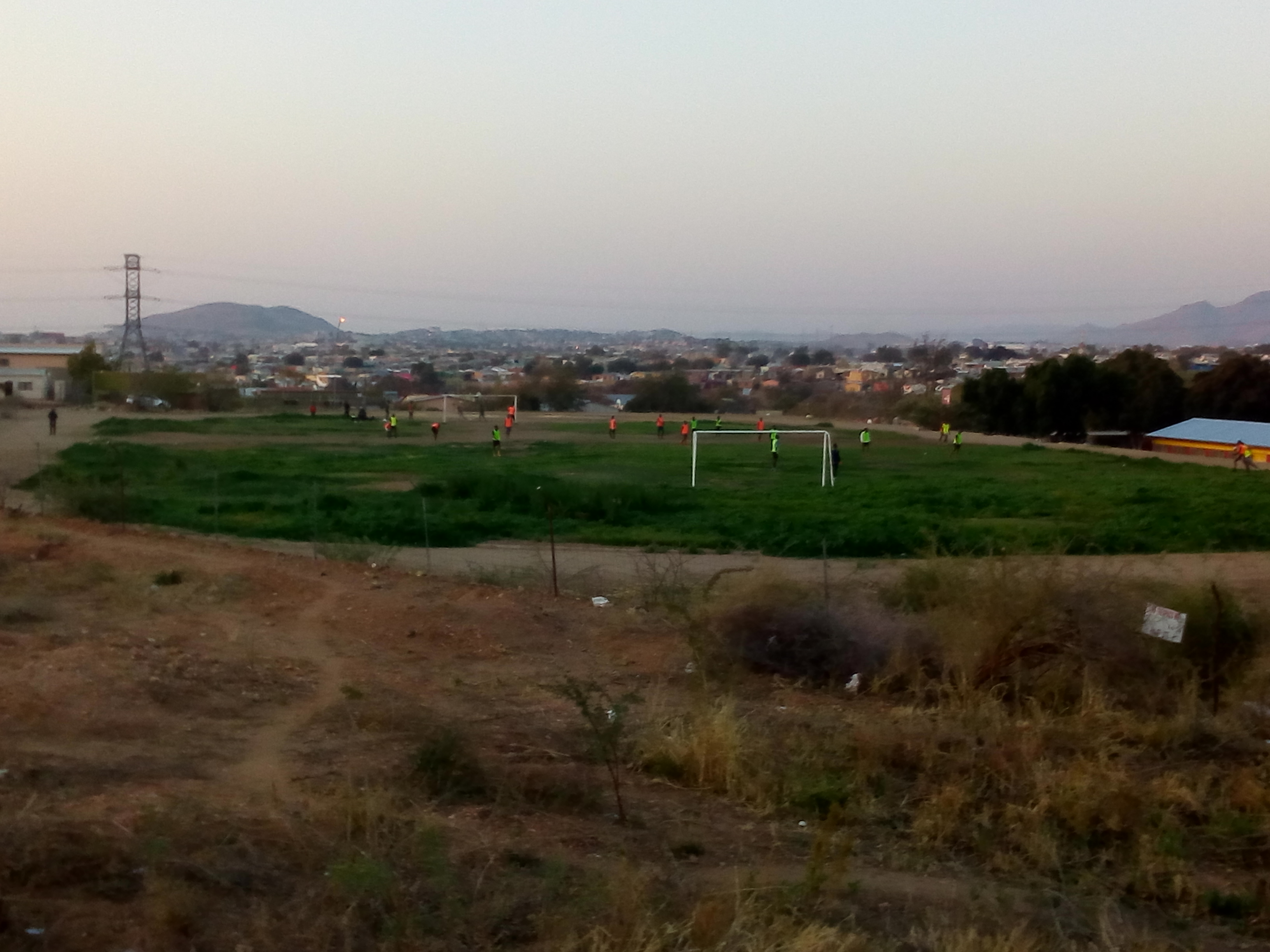
Un camp de futbol a Namíbia.